# トゥポウ6世
トゥポウ6世（Tupou VI、1959年7月12日 - 、ツポウ6世とも）は、トンガの第6代国王（在位：2012年3月18日 - ）。

## 経歴・人物

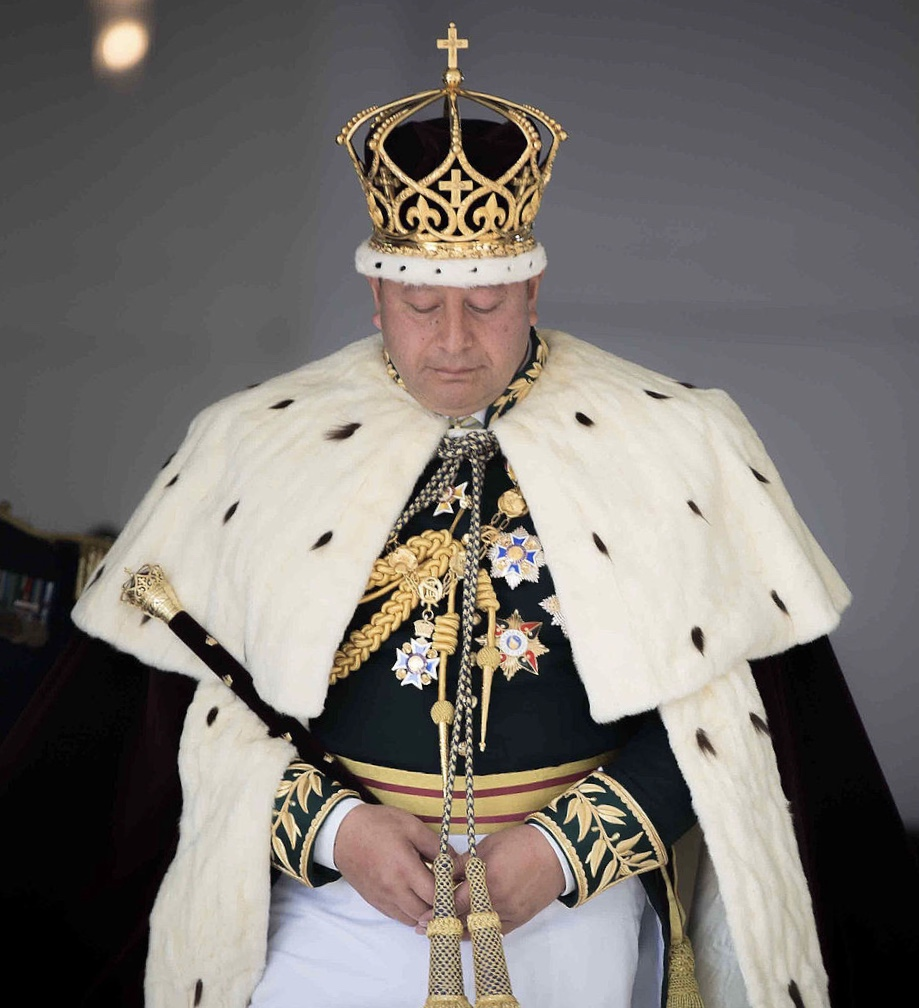
戴冠式のトゥポウ6世（2015年7月4日）

元国王タウファアハウ・トゥポウ4世とハラエバル・マタアホ王太后の第3王子。前国王ジョージ・トゥポウ5世の王弟で、一般王族時代はトゥポウトア・ラバカと名乗っていた。姉にピロレブ王女がいる。2000年から2006年にかけては父王トゥポウ4世のもとで首相を務めた。トゥポウ4世の崩御後、ジョージ・トゥポウ5世が王位を継承してトゥポウトア・ラバカ王子が王太子に昇格し、2008年、初代在オーストラリア高等弁務官（特命全権大使に相当）に任命された。その後、在豪高等弁務官と兼任する形で初代駐日トンガ大使を拝命し、2010年1月15日に皇居で信任状を捧呈した。これらの外交使節団長職が、トゥポウトア・ラバカ王太子としての最後の公職となった。
2012年、トゥポウ5世の崩御に伴い、同年中に王位を継承して以後トゥポウ6世を名乗る。2015年7月4日にヌクアロファのフリーウェズリアン・センテナリー教会で戴冠式が行われた。戴冠式の参列者は、皇太子徳仁親王と同妃雅子（いずれも当時）、ハプスブルク家の当主カール大公やその弟ゲオルク大公など。
2019年10月、王妃とともに日本を訪問し、今上天皇の即位礼正殿の儀に参列した。
2022年1月16日にフンガ・トンガ噴火が発生した際、王宮から避難したことが確認された。1月20日、現地ラジオ局を通じて国民を勇気づける声明をトンガ語で発出した。
2024年2月2日に内閣に対し、シャオシ・ソヴァレニ首相の国防大臣（兼任）への任命、またフェキタモエロア・ウトイカマヌを外務大臣兼観光大臣に任命することの同意を取り消すと通知。事実上の更迭を試みたが、内閣はこの決定は違憲として拒否し、引き続き職務を続行すると5日に通告した。この一件は国王が政府転覆を企図したとさえ受け止められ、国王が憲法上どこまで政治的な機能を有しているのかという議論を引き起こした。同年3月25日、ソヴァレニ首相は兼任する国防大臣から辞任することに同意し、ウトイカマヌ外相も辞任を表明。ソヴァレニはトゥポウ6世に対し、両ポストの後任にトゥポウトア・ウルカララ皇太子を任命するよう提案した。4月4日にソヴァレニが内閣改造を実施し、兼任する国防大臣からの辞任と、ウトイカマヌ外務大臣兼観光大臣が辞任したことを確認した。12月9日にソヴァレニが議会での不信任決議案の採決を前に辞任に追い込まれたのも王室との確執が原因とされる。後任の首相に就任したアイサケ・エケ率いる内閣は2025年1月28日に発表され、ウルカララ皇太子が外務大臣と国防大臣を兼任した。